# Nábřeží Míru (Český Těšín)
Nábřeží Míru, polsky Aleja Pokoju a historicky také Svojsíkovo nábřeží, Olsa-Ufer, nábřeží Olzy, Straży Granicznej, Aleje Sokoła, Kompanii Śląskiej Legionów, Olsakai či Kaistraße, je nábřeží a ulice vedoucí podél česko-polské státní hranice a levého břehu řeky Olše v Českém Těšíně.

## Historie a popis místa
Nábřeží Míru, které se táhne severo-jižním směreem, patří mezi malebná „zákoutí“ Českého Těšína. Je osázené stromy a leží na protipovodňové hrázi a nabízí výhled na řeku Olši a sousední polský Cieszyn.
Má poměrně bohatou historii a je jedním z charakteristických míst města. Bylo vybudováno podél řeky Olše a sloužilo jako významná dopravní tepna. Podle těšínského učitele a kronikáře Antona Petera byly u počátku zvelebování dnešního nábřeží Míru v 19. století dvě osoby: Johann Gurniak, majitel Tomanowitzova dvoru, a Johann Rzehak, hajný Těšínské komory. Název Nábřeží Míru se vztahuje k období po druhé světové válce a souvisí s osvobozením sovětskou armádou a také se snahou o uklidnění a mírové soužití mezi Českým Těšínem a polským Cieszynem. Nachází se zde historické budovy, kavárny a restaurace, památný Jasan v Českém Těšíně aj.[zdroj?]

## Další informace
Nábřeží míru je celoročně volně přístupné a vede přes ně místní „modrá“ naučná stezka a Cyklistická trasa 10, která je zde budovaná jako obousměrná. Občasně jsou zde pořádány kulturní a společenaké akce.

## Galerie

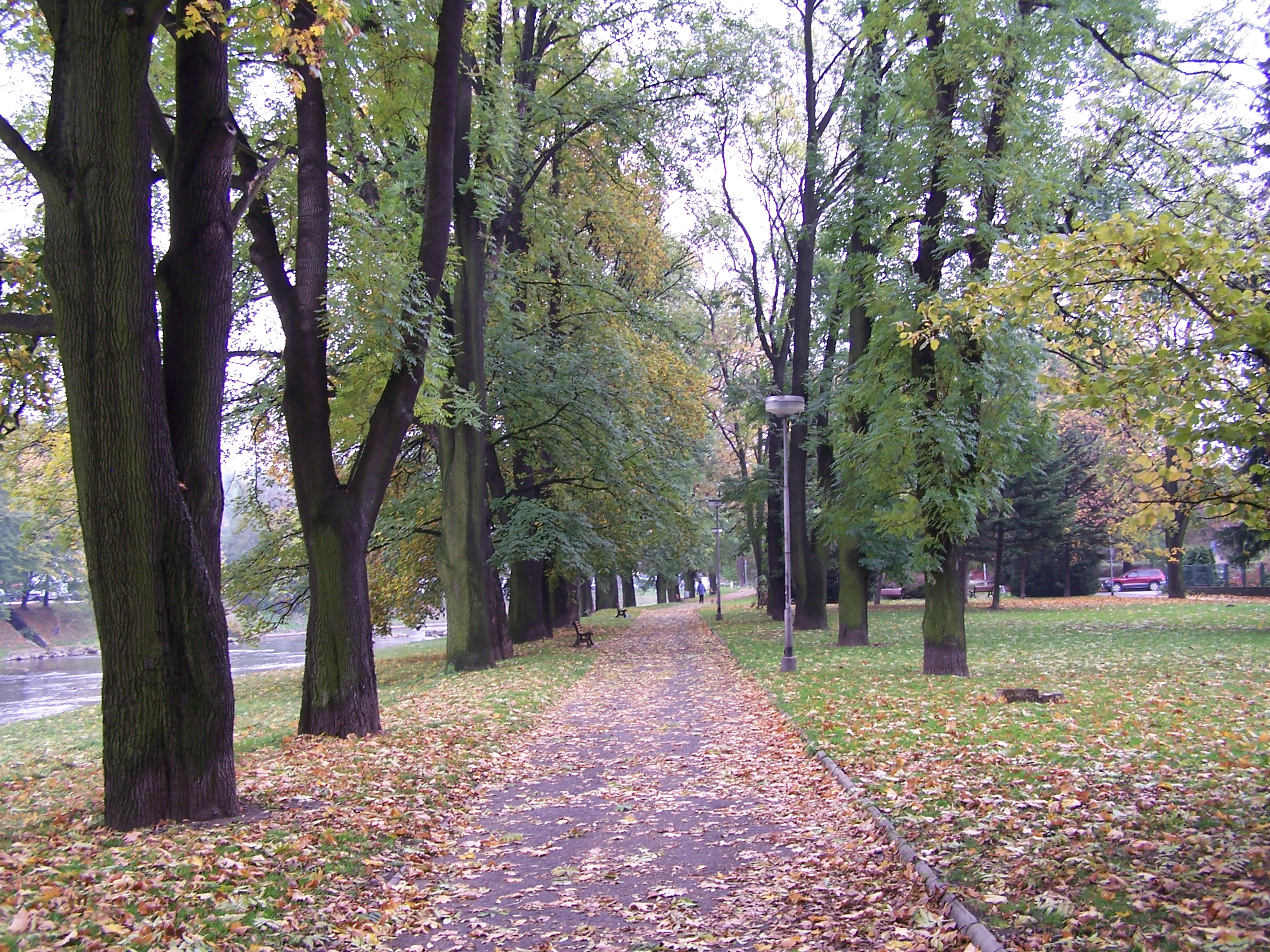
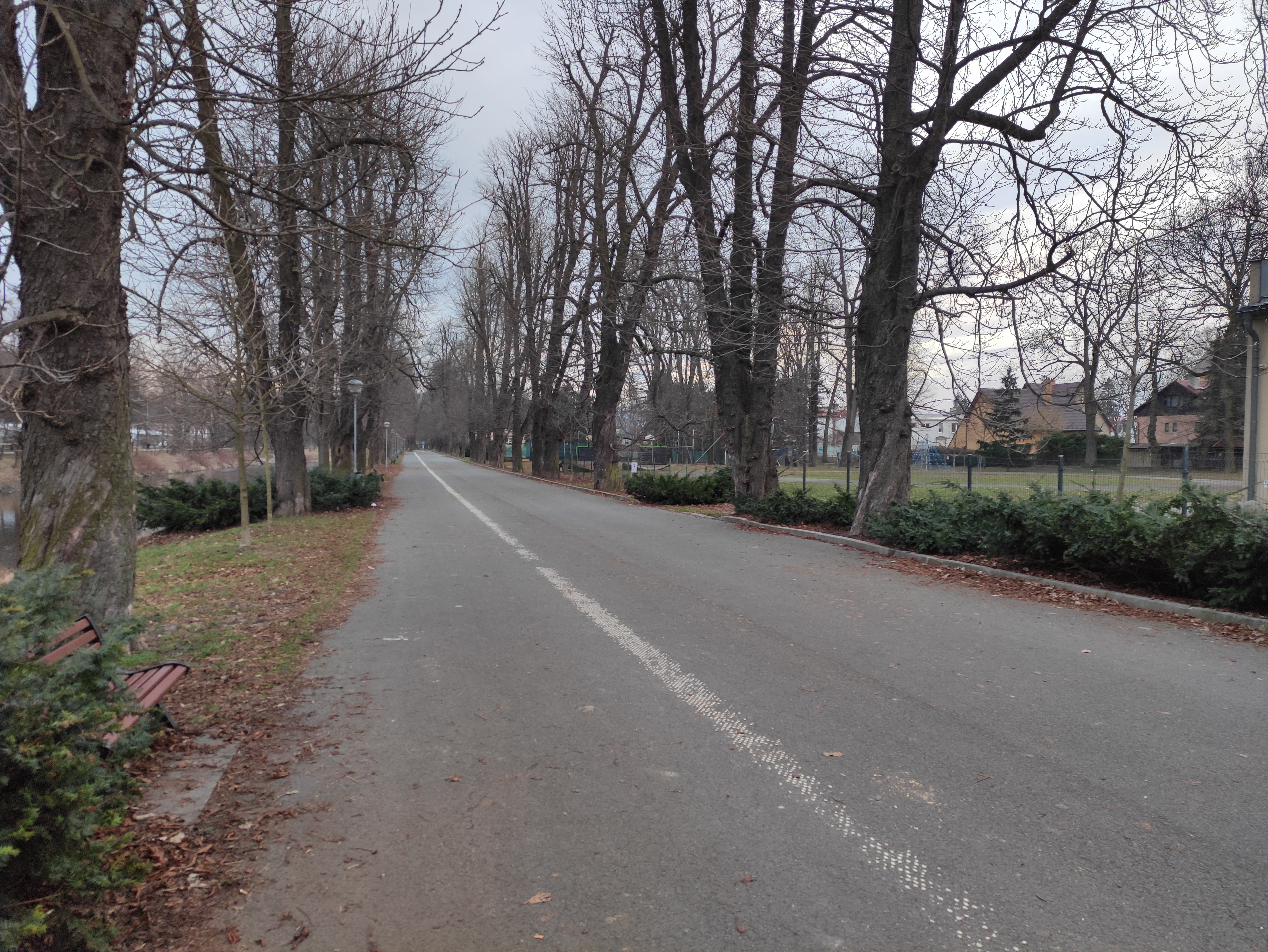
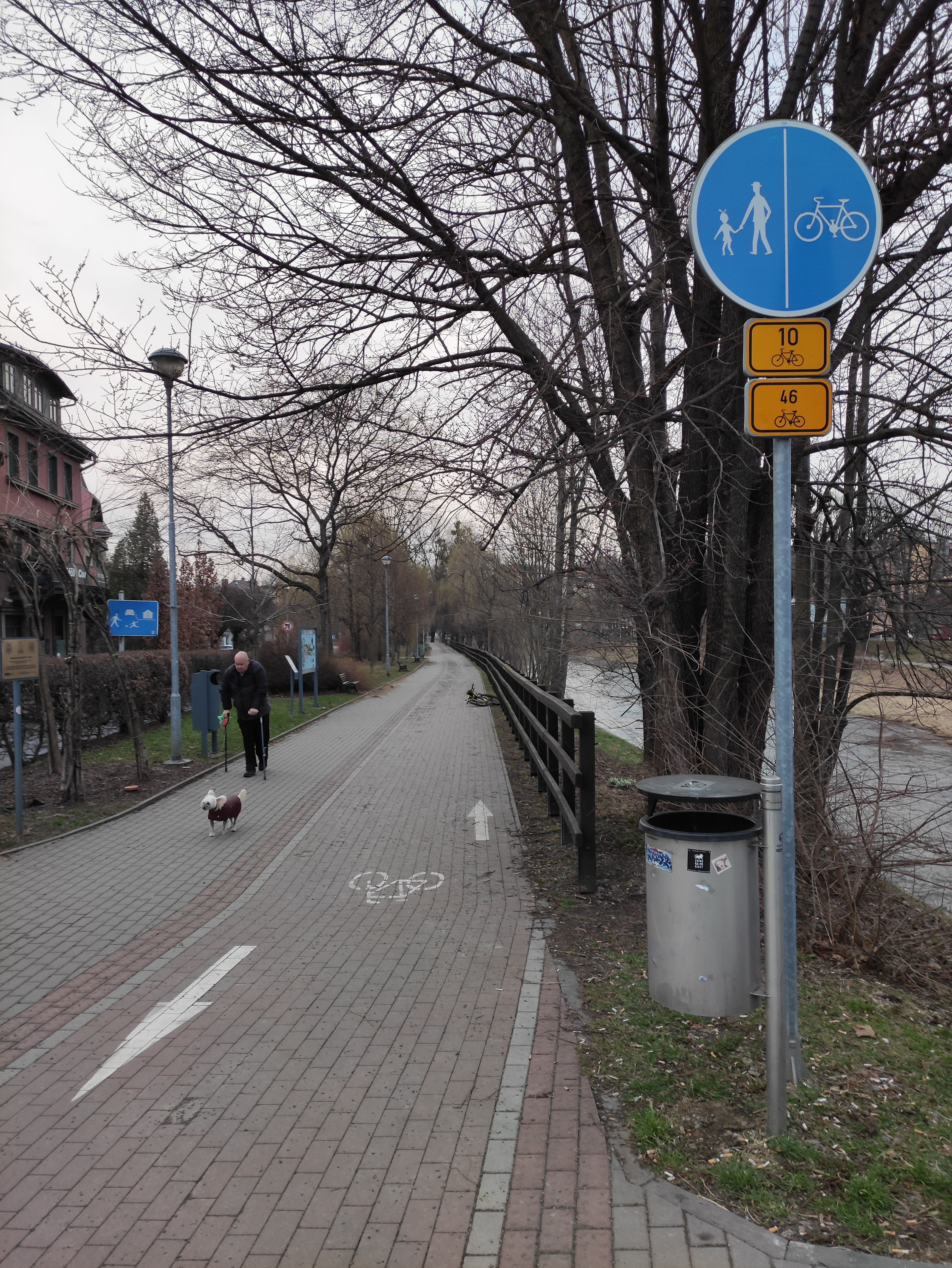
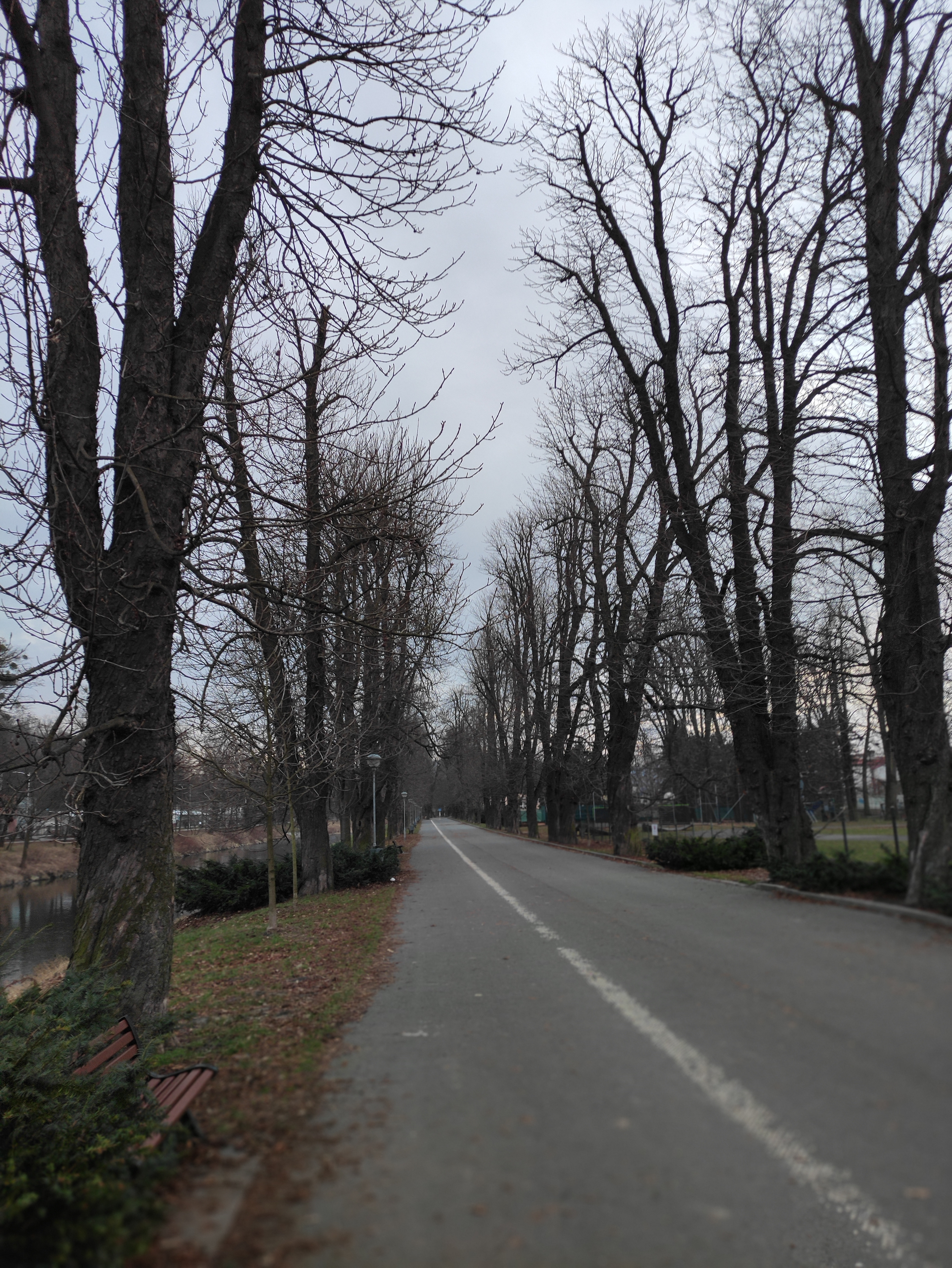
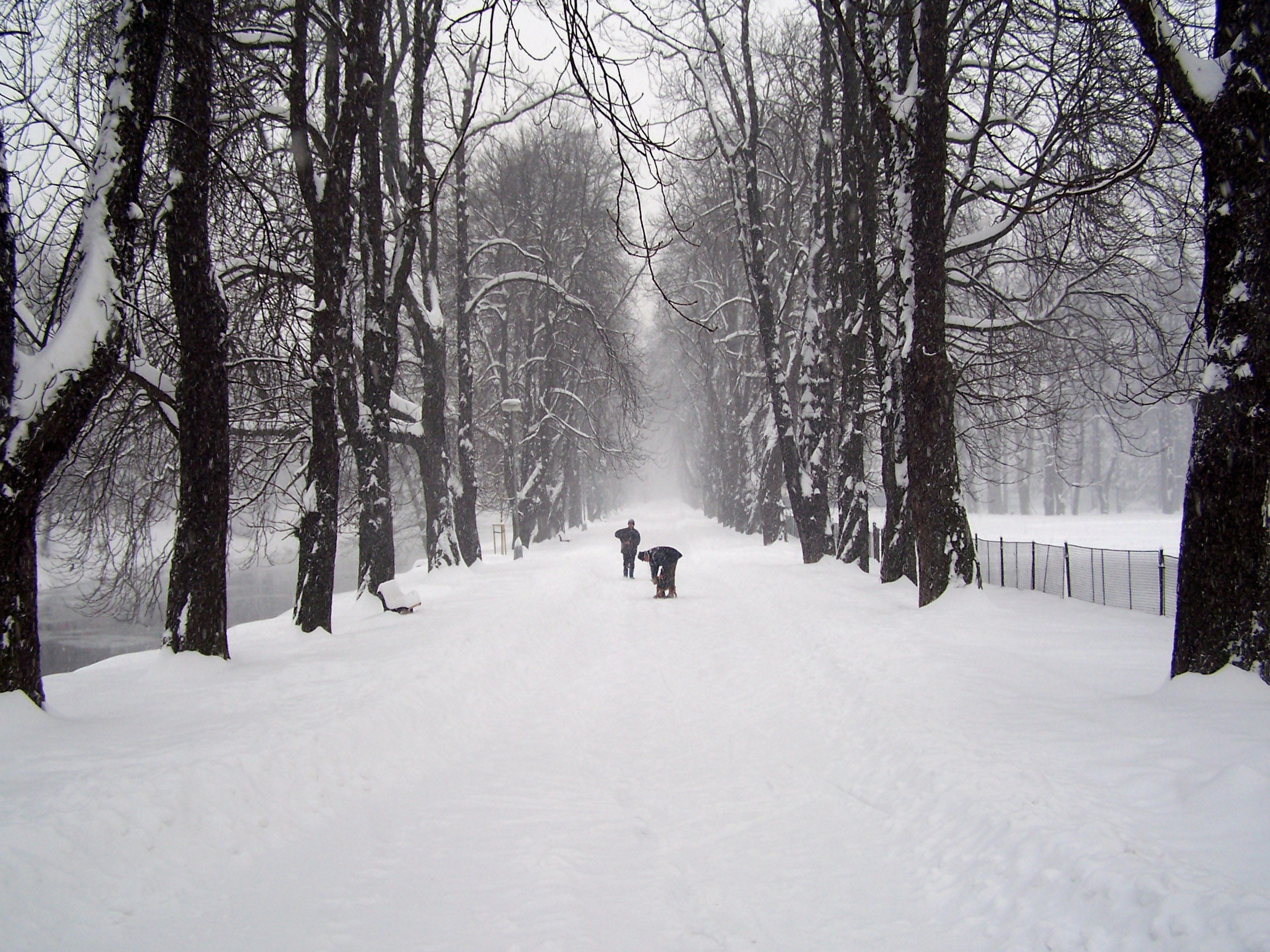
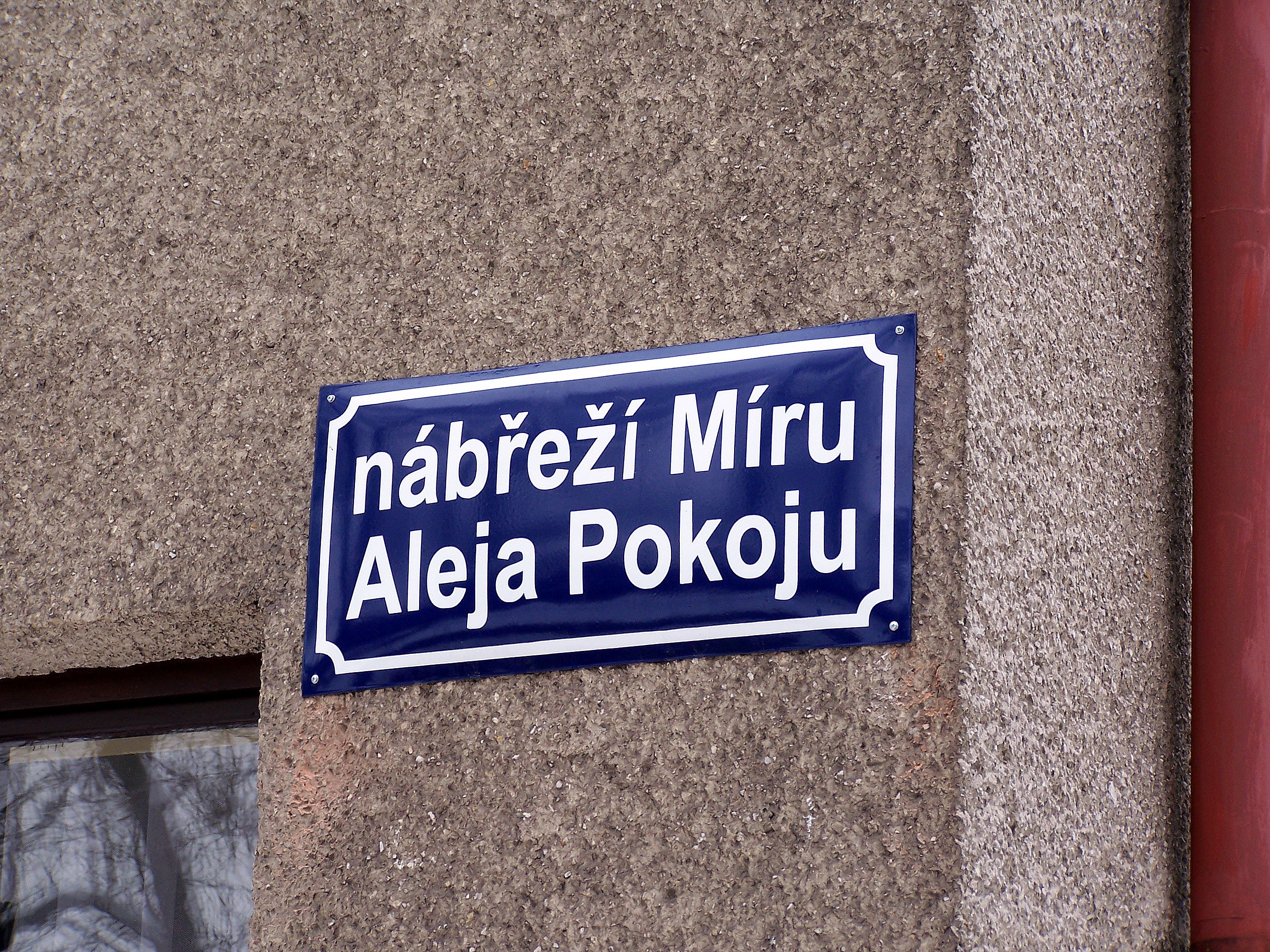